# Strażnica WOP Kłopot
Strażnica WOP Cybinka/Kłopot – podstawowy pododdział graniczny Wojsk Ochrony Pogranicza pełniący służbę ochronną na granicy polsko-niemieckiej.

## Formowanie i zmiany organizacyjne
Strażnica została sformowana w 1945 w strukturze 8 komendy odcinka Cybinka jako 37 strażnica WOP  (Kloppitz). Kierownictwo strażnicy stanowili: komendant strażnicy, zastępca komendanta do spraw polityczno-wychowawczych i zastępca do spraw zwiadu. Strażnica składała się z dwóch drużyn strzeleckich, drużyny fizylierów, drużyny łączności i gospodarczej. Etat przewidywał także instruktora do tresury psów służbowych oraz instruktora sanitarnego. 
Rozkazem ND WP nr 077/Org. z 13.02.1947 rozformowano 37 strażnicę Kłopot.
W latach 90. XX w. strażnicę Straży Granicznej w Rąpicach przeniesiono do Cybinki.

## Dowódcy strażnicy
- ppor. Karol Nowosad (18.01.1946-?)

Wykaz dowódców strażnicy podano za Józef Ostrowski: Lubuska Brygada Wojsk Ochrony Pogranicza 1945-1989. Ludzie - wydarzenia. s. 4.
- chor. Władysław Wójcik
- chor Franciszek Zułkowski
- chor. Michał Maj